# Aérodrome d'Ourossogui

L'aéroport d'Ourossogui est un aéroport desservant Matam, une ville sur le fleuve Sénégal et capitale de la région de Matam au Sénégal. 
Anciennement doté d'une piste en latérite, l'aéroport est en travaux pour fournir, dès 2022, une piste revêtue de 2200 mètres de long et 30 mètres de large. 

## Codification
La codification de l'Association internationale du transport aérien IATA est MAX. La codification de  l'organisation de l'aviation civile internationale (ICAO) est GOSM.

## Localisation
L’aéroport se trouve à 10 kilomètres au sud-ouest de Matam, près d'Ourossogui.
| \| 50 km1:10 137 000 \| Saint-Louis · XLS Ziguinchor Dakar · DKR Dakar · DSS Kolda Cap Skirring Kédougou Tambacounda Linguère Kaolack |
| 50 km1:10 137 000 |